# Serena (film)
Serena – czesko-francusko-amerykański dramat filmowy z 2014 roku w reżyserii Susanne Bier. Scenariusz do filmu, powstały na podstawie powieści Rona Rasha, napisał Christopher Kyle. Zdjęcia kręcono w Pradze.

## Fabuła
Akcja zaczyna się w latach 30. XX wieku, kiedy George i Serena Pembertonowie osiadają w Karolinie Północnej. Ciężko pracując i wykorzystując naturalne zasoby lasów, rozwijają imperium składów drewna. Serena, dzięki swojej przedsiębiorczości i kierowniczym umiejętnościom, próbuje udowodnić, że może dorównać każdemu mężczyźnie w zarządzaniu posiadłością i majątkiem. Wspólnie z mężem stanowią znakomitą parę, której nic nie jest w stanie przeszkodzić w realizacji wspólnych planów i ambicji. Niestety okazuje się, że przyszłość imperium składów drewna George’a Pembertona staje pod znakiem zapytania, kiedy żona potentata dowiaduje się, że jest bezpłodna. Wszystko wskazuje więc na to, że spadek przypadnie nieślubnemu synowi męża. Serena jednak nie zamierza pogodzić się z taką przyszłością przedsiębiorstwa, którym zarządza. 

## Obsada
- Bradley Cooper – George Pemberton
- Jennifer Lawrence – Serena Pemberton
- Rhys Ifans – Galloway
- Toby Jones – Szeryf McDowell
- David Dencik – Buchanan
- Sean Harris – Campbell
- Ana Ularu – Rachel Hermann
- Sam Reid – Vaughn
- Conleth Hill – Doktor Chaney
- Charity Wakefield – Agatha
- Douglas Hodge – Horace Kephart
- Kim Bodnia – Abe Hermann